# Fuga dal matrimonio
Fuga dal matrimonio (The Groomsmen) è un film del 2006 scritto, diretto e interpretato da Edward Burns.

## Trama
Paulie decide di sposare la fidanzata Sue quando scopre che aspetta un bambino. Ma con l'avvicinarsi della data fatidica i dubbi di Paulie crescono, alimentati dai suoi quattro amici che durante l'addio al celibato riaprono vecchie ferite del passato e storie mai veramente risolte.